# Petar Vukotić
Petar Vukotić (em sérvio: Петар Вукотић; 1826 – 1904) foi um voivoda montenegrino. Era pai da rainha Milena do Montenegro.